# Нестор Ел Маестро
 Нестор Йевтич (роден на 25 март 1983 г.) е сръбски футболен мениджър с британско гражданство.

## Ранен живот
Ел Маестро е роден през 1983 г. в Белград под името Нестор Йевтич. През 90-те години на XX век родителите му емигрират (в резултат на гражданска война в страната) с него и неговия по-малък брат Никон Ел Маестро в Лондон, където израства и по-късно придобива британско поданство.
През 2000 г. той променя фамилното си име от Йевтич на Ел Маестро.

## Кариера

### ЦСКА (София)
През юни 2018 г. подписва договор с българския отбор ЦСКА (София), като през февруари 2019 г. е уволнен.[източник? (Поискан преди 10 дни)] Завръща се в ЦСКА на 29 юли 2023 г. Дебютира начело на тима на 3 август 2023 г. в среща реванш от втория предварителен кръг на Лигата на конференциите срещу румънския „Сепси“. На 14 април 2024 г. прекратява дейността.

### Дебрецен
На 11 ноември 2024 г. е обявен за старши треньор на ФК „Дебрецен“.

## Личен живот
Ел Маестро е женен и има три деца. Живее във Виена.[източник? (Поискан преди 10 дни)]

## Успехи

### Като треньор
Спартак Търнава
- Шампион на Словакия (1): 2017/18

### Индивидуални
- Треньор на сезона (1): 2017/18